# Djurö socken
Djurö socken i Uppland ingick i Värmdö skeppslag, ingår sedan 1974 i Värmdö kommun och motsvarar från 2016 Djurö distrikt.
Socknens areal var den 1 januari 1961 81,82 kvadratkilometer, varav 79,23 km² land. År 2000 fanns här 3 651 invånare. Tätorten Stavsnäs, Sandhamn samt tätorten och kyrkbyn Djurö med sockenkyrkan Djurö kyrka ligger i socknen.  

## Administrativ historik
Djurö församling bildades 1683 genom en utbrytning ur Värmdö församling. 
Vid kommunreformen 1862 övergick socknens ansvar för de kyrkliga frågorna till Djurö församling och för de borgerliga frågorna till Djurö landskommun. Vindö med kringliggande öar överfördes hit 1926 från Värmdö socken. Landskommunen utökades 1952. Då ombildades Djurö till "storkommun" genom sammanläggning med de tidigare kommunerna Möja och Nämdö. Kommunen uppgick 1974 i Värmdö kommun. Församlingen uppgick 2002 i Djurö, Möja och Nämdö församling.
1 januari 2016 inrättades distriktet Djurö, med samma omfattning som församlingen hade 1999/2000.  
Socknen har tillhört län, fögderier, tingslag och domsagor enligt vad som beskrivs i artikeln Värmdö skeppslag. De indelta båtsmännen tillhörde Södra Roslags 2:a båtsmanskompani.

## Geografi
Djurö socken ligger i Stockholms skärgård och omfattar östra delen av Fågelbrolandet och öar som Vindö Djurö, Runmarö, Harö, Sandö vid Kanholmsfjärden. Socknen är småkuperad med skog och kala ytor.

## Fornlämningar
Fynd saknas från förhistorisk tid. Från historisk tid finns ryssugnar, en labyrint på ön Södra Berghamn och en skans.

## Befolkningsutveckling
| Befolkningsutvecklingen i Djurö socken 1750–2000 | Befolkningsutvecklingen i Djurö socken 1750–2000 | Befolkningsutvecklingen i Djurö socken 1750–2000 | Befolkningsutvecklingen i Djurö socken 1750–2000 | Befolkningsutvecklingen i Djurö socken 1750–2000 |
| ------------------------------------------------ | ------------------------------------------------ | ------------------------------------------------ | ------------------------------------------------ | ------------------------------------------------ |
|                                                  |                                                  |                                                  |                                                  |                                                  |
| År                                               |                                                  |                                                  | Folkmängd                                        |                                                  |
| 1750                                             | 1750                                             |                                                  | 258                                              |                                                  |
| 1760                                             | 1760                                             |                                                  | 517                                              |                                                  |
| 1769                                             | 1769                                             |                                                  | 539                                              |                                                  |
| 1780                                             | 1780                                             |                                                  | 521                                              |                                                  |
| 1790                                             | 1790                                             |                                                  | 521                                              |                                                  |
| 1800                                             | 1800                                             |                                                  | 570                                              |                                                  |
| 1810                                             | 1810                                             |                                                  | 610                                              |                                                  |
| 1820                                             | 1820                                             |                                                  | 613                                              |                                                  |
| 1830                                             | 1830                                             |                                                  | 647                                              |                                                  |
| 1840                                             | 1840                                             |                                                  | 747                                              |                                                  |
| 1850                                             | 1850                                             |                                                  | 809                                              |                                                  |
| 1860                                             | 1860                                             |                                                  | 828                                              |                                                  |
| 1870                                             | 1870                                             |                                                  | 1010                                             |                                                  |
| 1880                                             | 1880                                             |                                                  | 1106                                             |                                                  |
| 1890                                             | 1890                                             |                                                  | 1080                                             |                                                  |
| 1900                                             | 1900                                             |                                                  | 1088                                             |                                                  |
| 1910                                             | 1910                                             |                                                  | 1121                                             |                                                  |
| 1920                                             | 1920                                             |                                                  | 1106                                             |                                                  |
| 1930                                             | 1930                                             |                                                  | 1245                                             |                                                  |
| 1940                                             | 1940                                             |                                                  | 1210                                             |                                                  |
| 1950                                             | 1950                                             |                                                  | 1094                                             |                                                  |
| 1960                                             | 1960                                             |                                                  | 995                                              |                                                  |
| 1970                                             | 1970                                             |                                                  | 1405                                             |                                                  |
| 1980                                             | 1980                                             |                                                  | 2499                                             |                                                  |
| 1990                                             | 1990                                             |                                                  | 3103                                             |                                                  |
| 2000                                             | 2000                                             |                                                  | 3651                                             |                                                  |

## Namnet
Namnet (1538 Diurö) innehåller djur i betydelsen 'högvilt, hjortdjur'.